# Só Deus! (Metrass)
Só Deus! é uma pintura a óleo sobre tela do pintor português Francisco Augusto Metrass realizada em 1856 e que está em exposição no Museu do Chiado em lisboa.
Segundo Regina Anacleto, Só Deus! é uma das imagens mais vigorosas da pintura romântica portuguesa.
Metrass que tinha entrado como professor de pintura histórica na Academia de Belas-Artes de Lisboa em 1854, apresenta Só Deus! na trienal da Academia em 1856, tela que é um paradigma do romantismo português pelo seu dramatismo.

## Descrição
Numa composição de acentuado teor dramático, Metrass representa a figura de uma mulher com uma criança nos braços, deitada de costas sobre uns rochedos, inundados por uma forte torrente de água, segurando-se ela com a mão direita, ao alto, crispada, a um tronco partido. Salvas do naufrágio de que foram vítimas, a mãe olha para o céu, suplicante, agradecendo o milagre, estando a criança, nua e aterrorizada, agarrada a uma ponta dos cabelos da mãe, com uma expressão de pavor.
Destacam-se pormenores que contribuem para a expressão dinâmica e desesperada deste episódio, como o realismo dos rochedos musgosos e dos ramos de árvore empurrados pela torrente de água, em primeiro plano, reforçado pela posição em diagonal do corpo da mulher que cria instabilidade na cena, no branco lívido do seu rosto e do seu peito, sublinhados por uma iluminação eficaz.

## História
A obra pertenceu às colecções do rei D. Fernando II (1816-1885) a partir da exposição na Academia de Belas-Artes, em 1856. Foi adquirido pelo Estado no leilão do espólio do Conde do Ameal em 1921 mediante um verba especial atribuída para o efeito.

### Ligação externa
- Página Oficial do quadro no Museu Nacional de Arte Contemporânea